# Nicole d'Oliva
Marie Nicole Le Guay d'Oliva (septiembre de 1761-1789) fue una prostituta francesa famosa por su implicación en el asunto del collar, uno de los muchos escándalos ligados al estallido de la Revolución francesa y a la destrucción de la monarquía en Francia.

## Biografía
Nicole nació en París, hija del burgués Claude Le Guay y de su esposa Marguerite David. Procedente «de una honesta, pero humilde familia», la propia Nicole afirma en sus memorias que su «primer infortunio fue quedar huérfana a una edad demasiado tierna, privada del cuidado y la vigilancia de sus padres, lo cual habría evitado los peligros inevitables para una niñez sin protección». Sin oportunidades en la vida, Nicole se vio obligada a ejercer el meretricio para poder sobrevivir. Nicole «comerció con sus encantos» en el Palacio Real, epicentro del libertinaje de finales del siglo XVIII. Propiedad del duque de Orleans, el palacio solía hallarse abierto al público, contando con tiendas, restaurantes e incluso ópera, y era además un lugar de paseo para muchas prostitutas de la ciudad.
En la primavera de 1784, Nicole se encontraba en una cafetería en compañía de un niño, hijo de una amiga suya, cuando advirtió que un hombre la estaba observando, volviendo a verlo posteriormente en el Palacio Real. Según el testimonio de Nicole, cuando se dirigía un día a su casa desde la cercana rue du Jour, el hombre la siguió y llamó a su puerta, permitiéndole Nicole hablar con ella. El hombre se identificó como el conde Nicolas de La Motte, casado con Jeanne de La Motte-Valois, condesa de La Motte. Nicolás, quien necesitaba la colaboración de Nicole para llevar a cabo un plan, trató de ganarse su confianza impresionándola con su uniforme militar y contándole historias ficticias acerca de la amistad de su esposa con María Antonieta. Tras conocer a la condesa, esta pidió a Nicole su ayuda para llevar a cabo una misión que la reina le había encomendado. La misión consistía en gastar una broma a una persona (el cardenal de Rohan) en los jardines del Palacio de Versalles, por cuya participación en la misma Nicole recibiría mil quinientos francos. Según Jeanne, María Antonieta, quien estaría observándolos desde un escondite, se sentiría muy complacida con la participación de Nicole, quien aceptó la propuesta.
Una noche, durante el verano de 1784, Nicole fue vestida con un traje blanco estilo en gaulle o a la reine, réplica de un vestido de la reina, y con un sombrero de ala ancha el cual disimulaba sus facciones. Asimismo, le fue entregada una rosa, siendo posteriormente conducida a los jardines de Versalles. Una vez allí, Nicole fue llevada hasta el bosque de Venus. Al poco rato apareció el cardenal de Rohan, quien se aproximó a ella. Nicole tenía órdenes de entregarle la rosa que llevaba con las siguientes palabras: «Vos sabéis lo que esto significa». No obstante, Nicole olvidó entregarle una carta la cual le había sido confiada para que se la diese al cardenal. La condesa apareció de inmediato argumentando que alguien se acercaba, tras lo cual todos abandonaron el lugar.
Aquella broma consistía realmente en una estafa elaborada por la condesa de La Motte. Rétaux de Villette, amante de la condesa y hábil falsificador, había escrito varias cartas imitando la letra de María Antonieta las cuales estaban dirigidas a Jeanne. En dichas cartas, la reina afirmaba que quería comprar un lujoso collar de diamantes pero que no podía adquirirlo directamente a causa de la reticencia de Luis XVI a efectuar un gasto tan elevado debido a la delicada situación económica del país, declarando que esperaba que el cardenal de Rohan adquiriese la joya en su nombre a modo de favor personal, jugando Jeanne el papel de intermediaria en toda la farsa. Tras elaborarse un contrato en el cual se fijaba la venta de la joya al cardenal por un millón seiscientas mil libras pagaderas en cuatro plazos semestrales y en el que se establecía que María Antonieta sería quien abonaría los pagos, el collar le fue confiado a Jeanne con el fin de que esta se lo entregase a la reina, empezando su esposo Nicolas a vender los diamantes en París y Londres tras ser la pieza desmontada.
En los meses posteriores a aquel encuentro en el bosque, Nicole entró a formar parte del círculo social de Jeanne, siendo conocida como la baronesa de Oliva. Tanto Nicole como la condesa acudieron a ver una representación de Las bodas de Fígaro, escandalosa obra teatral de Beaumarchais en la cual figuraban criadas vestidas como condesas, en claro paralelismo con lo ocurrido en el bosque de Venus. No obstante, en el mes de noviembre o diciembre de 1784, la relación entre los condes de La Motte y Nicole empezó a ser distante, motivo por el cual esta regresó a su propia casa.
La estafa, conocida como el «asunto del collar», fue descubierta en el verano de 1785, siendo Jeanne y sus cómplices arrestados. Nicole fue arrestada en Bruselas el 16 de octubre de 1785 en compañía de un hombre llamado Toussaint de Beausire. Tras ser ambos extraditados a París, Nicole fue encarcelada en la Bastilla, donde dio a luz a un niño. Tras celebrarse un juicio público, Nicole y el cardenal fueron absueltos, siendo este último exiliado por orden del rey; de Villette fue declarado culpable de falsificación y condenado al exilio, mientras que Cagliostro, otro de los implicados, fue expulsado de Francia por orden de Luis XVI pese a haber sido absuelto. Por su parte, Jeanne fue hallada culpable y condenada a ser azotada, marcada con hierro candente y encarcelada de por vida. Nicolás no fue arrestado por hallarse en Londres, aunque fue condenado a galeras a perpetuidad.
Tras el juicio, Nicole empezó a llevar una vida aparentemente alejada de la prostitución, manteniendo al parecer una breve relación amorosa con el abogado que la había defendido. Toussaint de Beausire, padre del hijo que Nicole había tenido en prisión, la abandonó, muriendo Nicole en un convento ubicado en Fontenay-sous-Bois en 1789 a la edad de veintiocho años.